# Siete Aguas (kommun)
Siete Aguas är en kommun i Spanien.   Den ligger i provinsen Província de València och regionen Valencia, i den östra delen av landet, 260 km öster om huvudstaden Madrid. Antalet invånare är 1 476. Arean är 111 kvadratkilometer. Siete Aguas gränsar till Buñol, Chiva, Gestalgar, Chera och Requena. 
Terrängen i Siete Aguas är lite kuperad.